# Telgate
Telgate ist eine norditalienische Gemeinde (comune) mit 5038 Einwohnern (Stand 31. Dezember 2023) in der Provinz Bergamo in der Lombardei.
Sie liegt an der Serenissima (A4) von Mailand nach Venedig am äußersten östlichen Rand der Provinz Bergamo und grenzt an die Provinz Brescia. Die Gemeinde liegt etwa 18 Kilometer südöstlich von Bergamo und etwas mehr als 60 Kilometer südöstlich von Mailand.
Der nächste Bahnhof befindet sich nördlich in Grumello del Monte an der Bahnstrecke von Brescia nach Bergamo.

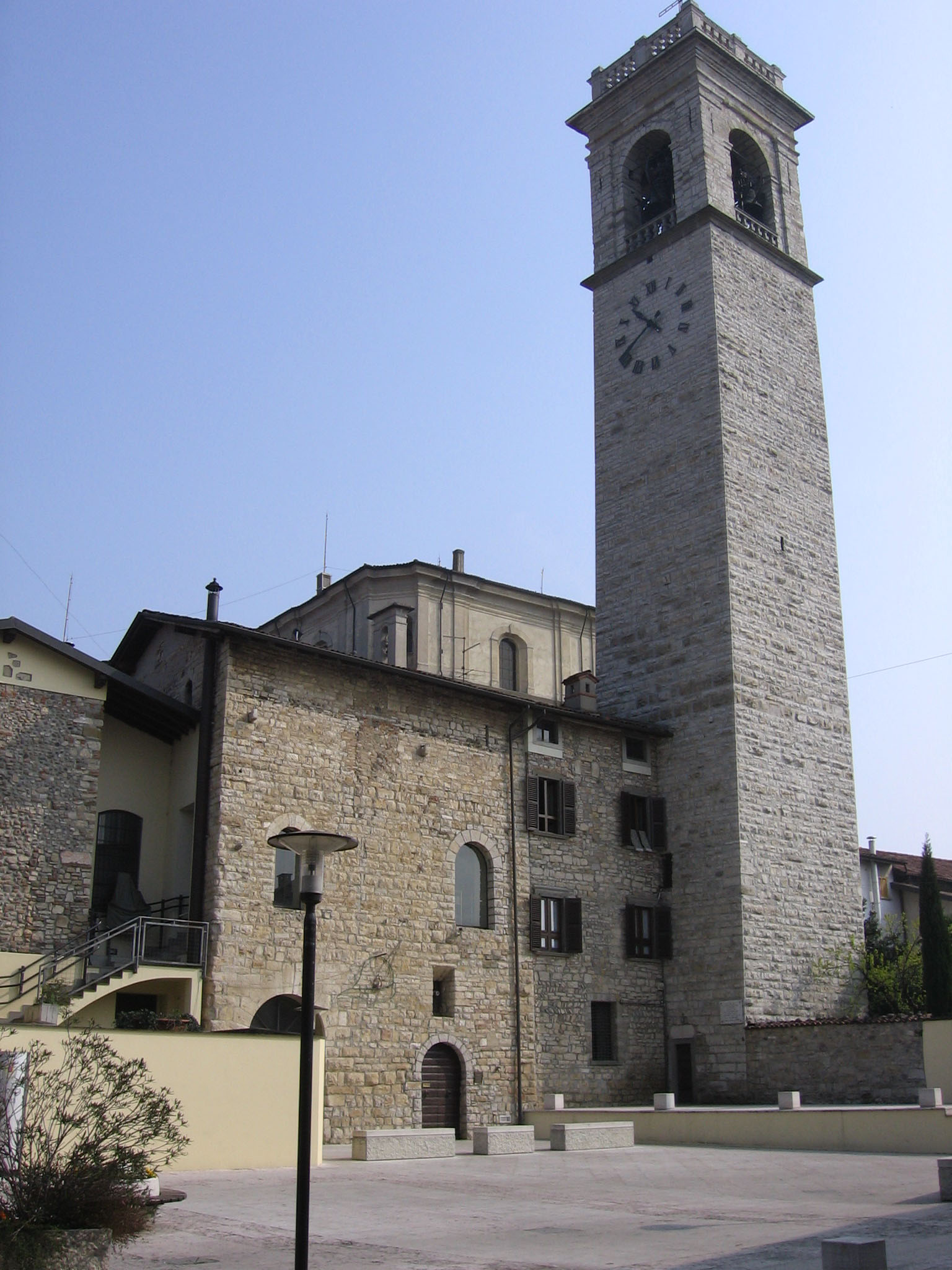
Kirche San Giovanni Battista